# Chelmsford
 Denne artikel omhandler byen Chelmsford. Der er også andre byer med dette navn, se Chelmsford (flertydig).
Chelmsford er grevskabshovedstad (County town) i Chelmsford distriktet, Essex, England, med 115.369(2016) indbyggere Distriktet har et befolkningstal på 174.089 (pr. 2015). Byen ligger 46.4 km fra London. Den nævnes i Domesday Book fra 1086, hvor den kaldes Celmeresfort.